# Tichvinka
Tichvinka (rusky Тихвинка) je řeka v Leningradské oblasti v Rusku. Je 144 km dlouhá. Povodí má rozlohu 2140 km².

## Průběh toku
Ústí zprava do řeky Sjas (povodí Ladožského jezera).

## Vodní stav
Zdroj vody je smíšený s převahou sněhového. Průměrný roční průtok vody ve vzdálenosti 16 km od ústí činí 19,7 m³/s. Zamrzá v polovině listopadu až na začátku ledna a rozmrzá v dubnu až na začátku května.

## Využití
Část řeky je součástí Tichvinského kanálu. Na řece leží město Tichvin.